# Édouard Kleinmann (1823-1901)
Édouard Kleinmann, né à Grandfontaine (Bas-Rhin) le 9 novembre 1832 et mort à Paris le 19 octobre 1901, est un banquier et naturaliste français.

## Biographie
Il commence sa carrière comme caissier chez Sérulaz à Lyon.
Dès la création du Crédit Lyonnais en juillet 1863, il entre au capital, faisant partie des 353 actionnaires primitifs.
Connaissant le directeur, Jacques Letourneur, il devient employé de la nouvelle banque au siège social à Lyon, d'abord comme sous-chef du portefeuille (1863), puis comme chef du portefeuille (1864).
En 1867, il effectue une première mission en Afrique du Nord, à Tunis et, de septembre 1867 à février 1868, le premier voyage russe d'un employé de la banque. C'est à la même époque et encore aux printemps de 1869 et 1872 que Henri Germain lui demande d'établir les premiers contacts directs avec la Turquie, en particulier avec la Banque impériale ottomane.
Puis Kleinmann fonde et dirige l'agence du Crédit lyonnais à Alexandrie (novembre 1874), suivie par celles du Caire (juillet 1875) et de Port-Saïd (septembre 1877). Il est directeur du Crédit lyonnais en Égypte.
Il est ensuite directeur de l'agence de Saint-Pétersbourg.
En 1887, de retour en France, il devient directeur des agences étrangères du Crédit lyonnais.
Il entre au conseil d'administration en 1889 et devient administrateur délégué  jusqu'en 1899 où ses soucis de santé lui font abandonner sa délégation.
Membre de plusieurs sociétés savantes, notamment la Société linnéenne de Lyon, l'Association lyonnaise des amis des sciences naturelles, la Société d'anthropologie de Lyon et la Société d'économie politique de Lyon, il voue un grand intérêt aux sciences naturelles. Pendant son séjour en Égypte, il identifie une nouvelle espèce de tortue, à laquelle Louis Lortet donnera son nom en 1883 : la Tortue de Kleinmann, (Testudo kleinmanni ).
Il fut « député de la nation française » à Alexandrie.
Il est fait chevalier de la Légion d'honneur en 1880.

## Écrits
- Le rôle futur de l'or et de l'argent, Paris, 1897, brochure in-12 de 12 pages
- L'étalon d'or aux Indes, Paris, 1897, brochure in-12 de 8 pages avec un tableau